# Pai Torodê D'Ogum
José Nilton Vianna Reis, Pai Torodê D'Ogum Fasayo, é Bàbáláwo àti Bàbálórìsà nasceu em 29 de junho de 1942 e foi iniciado no Candomblé em 1960, por Joãozinho da Gomeia, nação Angola. Em 1976 estudou e iniciou-se no Culto de Ifá com africanos que vieram ao Brasil disseminar esse conhecimento.
Em 1984 teve a autorização para dar continuidade ao Ifá no Brasil. Nesses mais de 20 anos já iniciou mais de duas mil pessoas no Culto ao Ifá.